# Pagelsborg
Pagelsborg este o arie protejată (arie specială de conservare — SAC, sit de importanță comunitară — SCI) din Suedia întinsă pe o suprafață de 1,5 ha, integral pe uscat.

## Localizare
Centrul sitului Pagelsborg este situat la coordonatele 56°11′43″N 15°04′57″E / 56.1952°N 15.0824°E.

## Înființare
Situl Pagelsborg a fost declarat sit de importanță comunitară în ianuarie 1998 pentru a proteja 1 specie de animale. Situl a fost protejat și ca arie specială de conservare în martie 2011.

## Biodiversitate
Situată în ecoregiunea continentală, aria protejată conține 1 habitat natural: Pășuni din zone de pădure fino-scandinave.
La baza desemnării sitului se află o specie protejată de  nevertebrate: rădașcă (Lucanus cervus).